# El bardo negro
El bardo negro es un cuadro del pintor francés Jean-Léon Gérôme. Se trata de una pintura al óleo sobre lienzo de 61,2 × 50,8 cm realizada en 1888, que representa a un músico ambulante sentado con las piernas cruzadas sobre una alfombra, con sus babuchas amarillas a un lado. Se encuentra delante de una pared de azulejos azules, con su cítara y su espada apoyados contra ella. Forma parte de la colección del Museo de Orientalismo de Doha, Catar.
El cuadro fue presentado en la Real Academia de Artes de Londres y luego en el Salón de los Artistas Franceses en 1892.
El cuadro, adquirido por 850.000 euros, entró en la colección del Museo de Arte Orientalista de Doha en 2008 tras una venta en Christie's de Londres. El museo también adquirió Mujer circasiana velada  en Sotheby's de Nueva York ese mismo año.
El lienzo está firmado en la parte inferior de la pared a la izquierda: J. L. GEROME.